# Arne W. Larsen
Arne Walter. Larsen (6. september 1919 i Høje Taastrup – 27. maj 1978 i Dannemare) var en dansk socialdemokratisk politiker.
Han var søn af den ugifte Marie Helene Kristensen og som udlagt barnefader tjener Knud Johannes Larsen. Han blev døbt i Høje Tåstrup Kirke den 12. oktober 1919 og voksede op hos sine bedsteforældre (Marie Helenes forældre) brænder på Taastrup Teglværk K. Kristensen og hustru (svenskfødte) Frederikke Frederiksen.
Efter at have arbejdet på forskellige gartnerier i Taastrup blev Arne W.Larsen den 19. oktober 1939 gift med husassistent Anny Schwartz, som stammede fra Græshave Sogn, Gloslunde-Græshave Kommune, Lollands Sønder Herred, med hvem han fik 8 børn.
Arne W. Larsen flyttede i 1939 sammen med familien til Ø.Skovby, Græshave sogn på Vestlolland og ernærede sig som arbejdsmand indtil 1966, hvor han blev valgt til Folketinget for Socialdemokratiet i Nakskovkredsen.. Han sad i Folketinget indtil 1970, hvor han blev valgt til borgmester i Rudbjerg Kommune, Storstrøms Amt. 8 år senere, i 1978, døde han, og blev begravet på Dannemare Kirkegård.Hustruen Anny døde d. 1, nov. samme år.
Sønnen Benny Schwartz Larsen har også været borgmester i Rudbjerg kommune.(1986 -1998)